# Ньюкасл (Оклахома)
Ньюкасл (англ. Newcastle) — місто (англ. city) в США, в окрузі Макклейн штату Оклахома. Населення — 10 984 особи (2020).

## Географія
Ньюкасл розташований за координатами 35°14′33″ пн. ш. 97°35′43″ зх. д. / 35.24250° пн. ш. 97.59528° зх. д. (35.242395, -97.595336).  За даними Бюро перепису населення США в 2010 році місто мало площу 158,01 км², з яких 155,02 км² — суходіл та 2,99 км² — водойми.

## Демографія
Згідно з переписом 2010 року, у місті мешкало 7685 осіб у 2839 домогосподарствах у складі 2271 родини. Густота населення становила 49 осіб/км².  Було 2976 помешкань (19/км²).
Расовий склад населення:
| - 85,8 % — білих - 6,4 % — корінних американців - 0,7 % — азіатів - 0,6 % — чорних або афроамериканців - 1,2 % — осіб інших рас |

До двох чи більше рас належало 5,3 %. Частка іспаномовних становила 3,9 % від усіх жителів.
За віковим діапазоном населення розподілялося таким чином: 26,7 % — особи молодші 18 років, 61,2 % — особи у віці 18—64 років, 12,1 % — особи у віці 65 років та старші. Медіана віку мешканця становила 38,8 року. На 100 осіб жіночої статі у місті припадало 98,0 чоловіків;  на 100 жінок у віці від 18 років та старших — 96,8 чоловіків також старших 18 років.
Середній дохід на одне домашнє господарство  становив 84 455 доларів США (медіана — 74 286), а середній дохід на одну сім'ю — 96 417 доларів (медіана — 81 206). Медіана доходів становила 58 966 доларів для чоловіків та 35 697 доларів для жінок. За межею бідності перебувало 5,8 % осіб, у тому числі 5,8 % дітей у віці до 18 років та 2,8 % осіб у віці 65 років та старших.
Цивільне працевлаштоване населення становило 4207 осіб. Основні галузі зайнятості: освіта, охорона здоров'я та соціальна допомога — 22,9 %, виробництво — 10,6 %, науковці, спеціалісти, менеджери — 8,5 %, роздрібна торгівля — 7,7 %.